# Forces de Seguretat d'Israel
Les Forces de Seguretat d'Israel (en hebreu: מערכת הביטחון הישראלית) estan constituïdes per diverses organitzacions responsables en conjunt de la seguretat d'Israel. Les organitzacions són independents entre si, però cooperen les unes amb les altres. N'hi ha tant de caràcter civil com de caràcter militar: la llista inclou a l'exèrcit, les agències governamentals, les organitzacions d'aplicació de la llei, i els funcionaris públics, així com a les organitzacions voluntàries de primers auxilis, formades per civils i assistides pel mateix Estat d'Israel.

## Serveis d'emergències
- El Maguen David Adom (en hebreu: מגן דוד אדום, Estrella de David Vermella) d'Israel és el servei nacional d'emergència i assistència mèdica i ambulància, així com banc de sang. El Maguen David Adom va ser creat l'any 1930 com una iniciativa voluntària amb seu en la ciutat de Tel-Aviv, posteriorment es va estendre a Jerusalem, i a Haifa.
- El Servei de Foc i Rescat d'Israel (en hebreu: הרשות הארצית לכבאות והצלה) (en anglès: Israel Fire and Rescue Services) és l'organització estatal israeliana encarregada de lluitar contra els incendis i dur a terme rescats. L'organització també duu a terme serveis de rescat després dels atemptats terroristes, els accidents de trànsit, i les fugides de substàncies perilloses, juntament amb el Magen David Adom, el servei nacional d'emergències.
- United Hatzalah (en hebreu: איחוד הצלה) és un servei mèdic d'emergència voluntari (SEM) amb seu a Jerusalem. És una de les moltes organitzacions Hatzalah que hi ha en diverses parts del món. Va ser fundada l'any 2006 i és la major organització d'emergències sense finalitat de lucre independent i voluntària que té el seu àmbit d'actuació en l'estat d'Israel, amb més de 2.500 tècnics d'emergències mèdiques (TEM), paramèdics i metges dispersos per tot el país.
- ZAKA (en hebreu: זיהוי קורבנות אסון, Zihuy Korbanot Ason) (en català: Servei d'Identificació de les Víctimes de les Catàstrofes), és un organisme caritatiu israelià, reconegut pel Govern d'aquell país. ZAKA va ser creat l'any 1989 per Yehuda Meshi Zahav i el rabí Moshe Aizenbach.

## Servei secret
- Les Agències d'Intel·ligència d'Israel (en hebreu: קהילת המודיעין הישראלית) són les organitzacions responsables de la intel·ligència, contraespionatge, i la recerca d'informació per a l'Estat d'Israel.
- El Mossad (en hebreu: המוסד למודיעין ולתפקידים מיוחדים, HaMossad leModi'in uleTafkidim Meyuhadim) (en català: Institut d'Intel·ligència i Operacions Especials), és una de les agències d'intel·ligència d'Israel, responsable de la recopilació d'informació d'intel·ligència, acció encoberta, espionatge i contraterrorisme, l'àmbit del qual és tot el món fora dels límits del país.
- El Xin Bet, també conegut per l'acrònim Xavak, és el servei d'intel·ligència d'Israel, encarregat de la seguretat interior, incloent-hi els territoris ocupats palestins. El seu lema és מגן ולא יראה, Magen veLo Yera', "l'escut invisible" pel caràcter secret de moltes de les seves operacions.
- Sayanim (en hebreu: סייענים) és el mot que es fa servir per anomenar al jueu que viu fora d'Israel com a ciutadà estranger, i que voluntàriament proporciona assistència al Mossad. Aquesta assistència inclou cures mèdiques, diners, logística i fins i tot recopilació d'informació. El nombre de sayanim escampats pel món podria ser de milers.

## Unitats militars

### Forces de Defensa d'Israel
- Les Forces de Defensa d'Israel (FDI) (en hebreu: צבא הגנה לישראל, Tzava Hahagana LeYisrael), anomenades abreujadament צה"ל (Tsahal), són les Forces Armades Israelianes, aquestes forces van ser creades després de la fundació d'Israel l'any 1948. Els seus objectius son: 1) Assegurar l'existència de l'Estat d'Israel. 2) Garantir la seva integritat territorial i la seva sobirania. 3) Defensar i garantir la protecció dels seus habitants.

#### Armada Israeliana
- L'Armada Israeliana (en hebreu: חיל הים הישראלי) és la marina de guerra de les Forces de Defensa d'Israel. Les seves zones de patrulla es localitzen sobretot en la mar Mediterrània, i el Mar Roig, a l'oest i al sud de les fronteres marítimes de l'Estat d'Israel. L'Armada israeliana disposa de submarins, corbetes, vaixells llançamíssils, patrulleres, i vaixells de suport.

#### Força Aèria Israeliana
- La Força Aèria Israeliana anomenada oficialment Arma de l'Aire i de l'Espai (en hebreu: זרוע האוויר והחלל), coneguda també per les sigles en anglès IAF (Israeli Air Force), és la força aèria de les Forces de Defensa d'Israel, encarregada de preservar la sobirania aèria de l'Estat d'Israel.

#### Exèrcit de Terra Israelià
- La Força Terrestre de l'Exèrcit Israelià, (en hebreu: זרוע היבשה צבא ישראלי) també coneguda amb el nom de: Mazi, és el quarter general que unifica tots els comandaments dels cossos de terra de les Forces de Defensa d'Israel. La mida actual de les Forces Terrestres Israelianes pot sumar gairebé els 125.000 soldats actius i disposa de 600.000 soldats en reserva.

#### Quarter General de les Forces de Defensa d'Israel
- El Quarter General de les Forces de Defensa d'Israel (en hebreu: המטה הכללי של צה"ל), Matkal (מטכ"ל), és el comandament suprem de les Forces de Defensa d'Israel. Es troba en el complex de Kirya (en el Campament Rabin) a Tel-Aviv. El seu comandant en cap es anomenat Ramatcal.

## Unitats policials

### Policia d'Israel

Bandera de la Policia d'Israel.

- La Policia d'Israel és una força de seguretat ciutadana encarregada de mantenir l'ordre en l'Estat d'Israel. D'igual manera que la major part de forces policials del món, les seves funcions inclouen la lluita contra el crim, el control del trànsit i el manteniment de la seguretat ciutadana.

#### Guàrdia Civil
- La Guàrdia Civil (en hebreu: משמר אזרחי) (transliterat: Mishmar Ezrahi) és una organització de ciutadans voluntaris que ajuden a la Policia en la seva tasca quotidiana. Els membres estan capacitats per a proporcionar la resposta inicial a una situació de seguretat fins que arribi la Policia. Els voluntaris de la Guàrdia Civil estan armats amb fusells M1 Garand armes personals i pistoles. La Guàrdia Civil disposa d'unitats especials, els membres d'aquestes unitats necessiten més capacitació i un major nivell de compromís.

#### Guàrdia de la Kenésset
- La Guàrdia de la Kenésset (en hebreu: משמר הכנסת, Mishmar HaKnesset) és una organització responsable de la seguretat de la Kenésset i la protecció dels seus membres (diputats).

#### Policia de Fronteres d'Israel
- La Policia de Fronteres d'Israel (Magav) és el braç armat de la policia i serveix principalment a les zones més arriscades com poden ser les fronteres, els Territoris Palestins i també a les àrees rurals. La Policia de Fronteres d'Israel està formada tant per agents professionals, com per reclutes de lleva de les FDI que fan el Servei militar en el cos de Policia.

#### Policia Militar d'Israel
La Policia Militar d'Israel המשטרה הצבאית((hebreu) HaMishtara HaTzvait) és un cos policial i una unitat militar que pertany a les Forces de Defensa d'Israel, la unitat va ser creada en 1948 i realitza tasques de seguretat i gendarmeria, les seves activitats principals són: el control del trànsit dels vehicles militars, la investigació dels delictes que han estat comesos per soldats israelians, detenir als desertors de les FDI, la vigilància de les bases militars de les FDI, la custòdia dels soldats que han estat fets presoners, ajudar a la Policia de Fronteres d'Israel en els territoris de Judea i Samaria, la prevenció de delictes, i col·laborar amb la Policia d'Israel i amb les autoritats civils de l'Estat.

#### Servei de Presons d'Israel
- El Servei de Presons de l'Estat d'Israel (en hebreu: שירות בתי הסוהר) és l'organització nacional governamental que serveix com a gestor de les presons israelianes i forma part del sistema penal israelià.

#### Yamam
- La Yamam (acrònim d'Unitat Especial de Policia) és l'elit de la unitat de rescat d'ostatges de la policia. És conegut com un dels més experimentats i especialitzats al món. La unitat ha participat en centenars d'operacions dins i fora de les fronteres d'Israel.

#### Yasam
- La Yasam és la unitat antiterrorista de guàrdia en cada districte. Les unitats, que originalment van començar com a Granaders, van ser creades per ajudar en operacions de lluita contra el terrorisme. S'ha guanyat una reputació de ser la força d'elit de guàrdia i estan preparats en qualsevol moment. La Yasam té sub-unitats de resposta ràpida que operen amb motocicletes.